# Бирд, Эдриен
Эдриен Бирд (англ. Adrien Beard) — американский актёр, продюсер и аниматор, один из постоянных участников создания сериала «Южный парк». Как актёр Эдриен наиболее известен озвучиванием одного из заметных второстепенных персонажей телешоу — Токена Блэка (Эдриен — афроамериканец, и Токен с семьёй — одни из крайне немногих афроамериканцев в шоу).
Помимо озвучивания, Эдриен является арт-директором и аниматором шоу. В титрах одной серии («Очень дерьмовое Рождество») Эдриен записан как режиссёр. Также именно Эдриен сделал известный портрет главных героев в реалистичной технике, показанный в эпизоде «Освободите Виллзиака».